# Geulumpang Payong (Blang Pidie)
Geulumpang Payong is een bestuurslaag in het regentschap Aceh Barat Daya van de provincie Atjeh, Indonesië. Geulumpang Payong telt 1463 inwoners (volkstelling 2010).